# Eriococcus teucriicolus
Eriococcus teucriicolus är en insektsart som beskrevs av Bodenheimer 1943. Eriococcus teucriicolus ingår i släktet Eriococcus och familjen filtsköldlöss.
Artens utbredningsområde är Irak. Inga underarter finns listade i Catalogue of Life.